# 時刻守護
〈時刻守護〉（英語：For All Time. Always.）是美國超級英雄類型的網路影集《洛基》的第一季的第六集，也是該季的季終集，本集由麥可·沃爾德倫和艾瑞克·馬丁（Eric Martin）聯合編劇，凱特·赫倫執導，於2021年7月14日在Disney+首播。本集为漫威電影宇宙的系列作品之一，與漫威電影宇宙系列電影處於同一架空世界和共同世界。湯姆·希德斯頓繼續飾演漫威電影宇宙系列電影中的角色洛基，蘇菲雅·迪馬蒂諾出演洛基的女性版本變體希薇，主演還包括古古·瑪芭塔-勞、烏米·馬薩庫、塔拉·史壯、強納森·梅爾斯和歐文·威爾森。

## 劇情
希薇和洛基走進位於時間盡頭的城堡與分鐘小姐會面。分鐘小姐向他們轉達自己的創造者「留存者」提出的提議，希望兩人共同返回現存的神聖時間線中，留存者會滿足兩人的所有需求，給予洛基權位和給予希薇幸福。但兩人拒絕了這項提議，繼續進入城堡與留存者會面。留存者聲稱在結束由自己的多名變體引發的一場多元宇宙戰爭後為了守護神聖時間線而創建了時間變異管理局。時間線這時開始脫離留存者的控制並出現了分支，留存者向兩人提出兩個選擇：冒著再次引發多元宇宙戰爭的風險殺死他或接替他守護神聖時間線。與此同時，拉芙娜·洛斯蕾爾收到留存者的消息前去尋找「自由意志」。獵人B-15為了告知其他的瞬息特警也是變體而帶著他們來到2018年，發現一所學校的副校長正是洛斯蕾爾的變體。希薇執意要殺死留存者，洛基擔心對方所言非虛，奮力阻止希薇。希薇使用時間平板將洛基傳送回時間變異管理局，隨後殺死留存者。時間線上開始迅速形成多個無法刪除的分歧點事件，進而可能再次引發另一場多元宇宙戰爭。
洛基在時間變異管理局的總部找到梅比斯·M·梅比斯和獵人B-15，告訴兩人留存者的邪惡變體即將發動戰爭，但梅比斯此時顯然不認識洛基，要求屬下查清洛基的身份。洛基抬頭看到大廳中以留存者的一名變體為原型塑造的雕像取代了原有的三尊時間守護者雕像。

## 製作

### 開發
2018年9月，報道稱漫威影業正在為該平台開發數個迷你網路影集，其中包括以洛基為主要角色的影集。2018年11月，迪士尼首席執行官羅伯特·艾格確認該影集正在開發中，湯姆·希德斯頓繼續飾演漫威電影宇宙系列電影中的角色洛基。2019年2月，麥可·沃爾德倫被選定為節目統籌兼執行製片人。8月，凱特·赫倫被聘為影集導演。麥可·沃爾德倫、凱特·赫倫和主演湯姆·希德斯頓以及漫威影業的凱文·費吉、路易斯·德·埃斯波西托（Louis D'Esposito）、維多莉亞·阿隆索和斯蒂芬·布魯薩德（Stephen Broussard）擔當執行製片人。本集標題為〈時刻守護〉（For All Time. Always.），由麥可·沃爾德倫和艾瑞克·馬丁（Eric Martin）聯合編劇。漫威通過本集的片尾彩蛋正式宣布製作《洛基》第二季。

### 選角
本集的主要角色包括湯姆·希德斯頓飾演的洛基、蘇菲雅·迪馬蒂諾出演洛基的女性版本變體希薇、古古·瑪芭塔-勞飾演的拉芙娜·洛斯蕾爾、烏米·馬薩庫飾演的獵人B-15、塔拉·史壯聲演的分鐘小姐、強納森·梅爾斯飾演的留存者和歐文·威爾森飾演的梅比斯·M·梅比斯:41:46–42:25。尼爾·埃利斯飾演獵人D-90（Hunter D-90）:43:25。

### 拍攝
主體拍攝在喬治亞州亞特蘭大的松林製片廠開機:9。凱特·赫倫擔當導演，奧特姆·杜拉德·阿卡波擔當攝影指導:2。製作組開始在亞特蘭大都會區取景拍攝，亞特蘭大馬奎斯萬豪酒店在影集中被布置成時間變異管理局的總部。強納森·梅爾斯在最後一週參與拍攝與他相關的戲份。
漫威電影宇宙此前影視作品中的多個角色的聲音存檔作為畫外音出現於本集片頭，包括「獵鷹」山姆·威爾森、「黃蜂女」荷普·汎戴茵、「黑豹」帝查拉、「蟻人」史考特·朗恩、「黑寡婦」娜塔莎·羅曼諾夫、「星爵」彼得·奎爾、索爾、「美國隊長」史提芬·羅傑斯、漢克·皮姆、「驚奇隊長」卡蘿·丹佛斯、洛基、寇格、經典洛基、幻視和希薇。此外，艾倫·威爾遜·瓦茨、尼爾·阿姆斯壯、格蕾塔·通貝里、馬拉拉·優素福扎伊、納爾遜·曼德拉、愛倫·強森·希爾利夫和馬婭·安傑盧的聲音亦出現於本集片頭之中。這是向1997年電影《超時空接觸》致敬。

### 特效
後期特效製作公司包括、和:44:35–44:52。本集的後期特效製作於2021年6月20日完成。

## 發行
〈時刻守護〉於2021年7月14日在Disney+首播。

## 迴響
〈時刻守護〉得到整體好評。根据評論匯總网站爛番茄汇总的28篇评论文章，89%的评论家给予本集正面评价，平均打分为7.9分（满分10分）。

## 備註
1. ↑  其實某些時間線之間可能已經打響戰爭，例如《無限可能：假如…？》中奧創的侵略行動。
2. ↑  漫威官方網站證實該變體為征服者康[1]。
3. ↑  征服者康於2023年電影《蟻人與黃蜂女：量子狂熱》中登場。

## 資料來源
1. ↑  Dinh, Christine. . Marvel.com. 2021-07-14  [2021-07-15]. （原始内容存档于2021-07-15） （美国英语）.
2. ↑  Kroll, Justin. . Variety. 2018-09-18  [2018-09-18]. （原始内容存档于2018-09-19） （美国英语）.
3. ↑  Chmielewski, Dawn C.; Hipes, Patrick. . Deadline Hollywood. 2018-11-08  [2018-11-09]. （原始内容存档于2018-11-08） （美国英语）.
4. ↑  Kit, Borys. . The Hollywood Reporter. 2019-02-15  [2019-02-18]. （原始内容存档于2019-02-18） （美国英语）.
5. 1 2  Vejvoda, Jim. . IGN. 2019-08-24  [2019-08-24]. （原始内容存档于2019-08-24） （美国英语）.
6. ↑  Anderson, Jenna. . ComicBook.com. 2021-05-19  [2021-05-19]. （原始内容存档于2021-05-20） （美国英语）.
7. ↑  Sepinwall, Alan. . Rolling Stone. 2021-07-14  [2021-07-14]. （原始内容存档于2021-07-14） （美国英语）.
8. 1 2  Newby, Richard. . The Hollywood Reporter. 2021-07-14  [2021-07-14]. （原始内容存档于2021-07-14） （美国英语）.
9. ↑  Ramachandran, Naman. . Variety. 2021-07-14  [2021-07-14]. （原始内容存档于2021-07-14） （美国英语）.
10. 1 2 3  Waldron, Michael; Martin, Eric. . . 第1季. 第6集. 2021-07-14  [2021-07-15]. Disney+. （原始内容存档于2021-09-10）.片尾演職員表於40:23開始。
11. ↑  Sandberg, Bryn Elise. . The Hollywood Reporter. 2020-07-02  [2020-07-02]. （原始内容存档于2020-07-02） （美国英语）.
12. 1 2   (PDF). Disney Media and Entertainment Distribution.   [2021-06-06]. （原始内容存档 (PDF)于2021-06-06） （美国英语）.
13. ↑  Fisher, Jacob. . Discussing Film. 2019-11-16  [2019-11-17]. （原始内容存档于2019-11-16） （美国英语）.
14. ↑  Walljasper, Matt. . Atlanta. 2020-02-29  [2020-03-02]. （原始内容存档于2020-03-02） （美国英语）.
15. ↑  Whitbrook, James. . io9. 2021-04-05  [2021-04-05]. （原始内容存档于2021-04-05） （美国英语）.
16. ↑  Paige, Rachel. . Marvel.com. 2021-07-14  [2021-07-14]. （原始内容存档于2021-07-14） （美国英语）.
17. ↑  White, Brett. . Decider. 2021-07-14  [2021-07-14]. （原始内容存档于2021-07-14） （美国英语）.
18. ↑  Howard, Kirsten. . Den of Geek. 2021-07-14  [2021-07-14]. （原始内容存档于2021-07-14） （美国英语）.
19. ↑  Frei, Vincent. . Art of VFX. 2021-05-19  [2021-06-07]. （原始内容存档于2021-06-07） （美国英语）.
20. ↑  Herron, Kate [@iamkateherron].  (推文). 2021-06-20  [2021-06-20]. （原始内容存档于2021-06-20） –Twitter （美国英语）.
21. ↑  . The Futon Critic.   [2021-07-14]. （原始内容存档于2021-07-14） （美国英语）.
22. ↑  . Rotten Tomatoes. Fandango Media.   [2021-08-07] （美国英语）.

## 外部連結
- 互联网电影数据库上時刻守護的资料（英文）
- 漫威官網提供的本集指南 （页面存档备份，存于）
- 漫威官網提供的本集回顧 （页面存档备份，存于）